# Phytoseius danutae
Phytoseius danutae är en spindeldjursart som beskrevs av Thomas Walter och John Stanley Beard 1997. Phytoseius danutae ingår i släktet Phytoseius och familjen Phytoseiidae. Inga underarter finns listade i Catalogue of Life.